# فرد مورفی (فیلم‌بردار)
فرد مورفی (انگلیسی: Fred Murphy؛ زادهٔ ۱۶ دسامبر ۱۹۴۲) یک مدیر فیلم‌برداری اهل ایالات متحده آمریکا است.